# Бичков Семен Трохимович
Семен Трохимович Бичков (рос. Семён Трофи́мович Бычко́в; 15 травня 1918 — 4 листопада 1946, Москва) — радянський військовий льотчик, капітан РСЧА, Герой Радянського Союзу (1943). Майор ВПС КОНР, в 1947 році позбавлений радянських нагород.

## Біографія
Народився 15 травня 1918 року в селі Петрівка Нижнєдівицького повіту Воронезької губернії (нині Нижнєдівицький район Воронезької області). Закінчив аероклуб (1938) і Борисоглібське авіаційне училище імені В. П. Чкалова (1939).

### Служба в Червоній армії
У Червоній Армії з 16 січня 1939 року. Закінчив Борисоглібську вищу авіаційну школу пілотів ім. В. П. Чкалова (5 листопада 1939 року). Проходив службу в 12-му запасному авіаційному полку.
З 30 січня 1940 року — молодший лейтенант.
З 16 грудня 1940 року — молодший льотчик 42-го винищувально-авіаційного полку, потім пілот 287-го винищувально-авіаційного полку.
З 25 березня 1942 року — лейтенант, потім старший лейтенант.
З 20 липня 1942 року — заступник командира ескадрильї.
У липні 1942 року С. Т. Бичков був визнаний військовим трибуналом винним у скоєнні аварії, що призвела до поломки літака, і засуджений на 5 років виправно-трудових таборів. Згідно застосування примітки 2 до статті 28 КК РРФСР реальний термін був замінений умовним з відправкою на фронт. З огляду на особисті заслуги в справі боротьби з окупантами, 1 жовтня 1942 року Військовий рада своїм рішенням за № 037/44 зняв з С. Т. Бичкова судимість.
З 28 травня 1943 року — капітан.
У 1943 році — штурман 937-го винищувального авіаційного полку, заступник командира 482-го винищувального авіаційного полку 322-ї винищувальної дивізії.
2 вересня 1943 присвоєно звання Герой Радянського Союзу з врученням ордена Леніна і медаллю «Золота Зірка» за особисто збиті 15 літаків супротивника і 1 збитий в групі (за даними нагородного листа, з дослідження М. Ю. Бикова, до моменту подання на рахунку Бичкова були 10 особистих і 5 групових перемог). У поданні до нагородження говорилося, що Бичков «проявив себе відмінним льотчиком-винищувачем, у якого відвага поєднується з великою майстерністю. У бій вступає сміливо і рішуче, проводить його в великому темпі, нав'язує свою волю ворогові, використовуючи його слабкі сторони. Проявив себе відмінним командиром-організатором групових повітряних боїв.»
10 грудня 1943 року збитий вогнем зенітної артилерії противника і пораненим узятий в полон.

### Служба в РОА
Утримувався у таборі в районі Сувалок, потім в Моріцфельде. На початку 1944 року полковник Віктор Мальцев, який співпрацював з німецькою владою ще з 1941 року, переконав його вступити до складу авіаційної групи «Остланд». На слідстві в 1946 році Бичков стверджував, що пішов на цей крок під сильним тиском — так, інший Герой Радянського Союзу Броніслав Антілевський, на той час вже пішов на співпрацю з німецькою владою, нібито, побив його. Однак, за іншими даними, Бичков ухвалив рішення добровільно, а з Антілевським вони були друзями.
Брав участь в перегонах літаків з авіазаводів на польові аеродроми Східного фронту, а також в антипартизанських бойових діях в районі Двінська. Спільно з Антілевським письмово і усно звертався до полонених льотчиків із закликами співпрацювати з німцями.
Після розформування групи «Остланд» у вересні 1944 року Бичков прибув в Хеб, де під керівництвом Мальцева брав активну участь у формуванні 1-го авіаційного полку ВПС КОНР. Був призначений командиром 5-ї винищувальної ескадрильї імені полковника А. А. Казакова (на її озброєнні перебували 16 літаків). 5 лютого 1945 року був проведений в звання майора.

### Видача і страта
Наприкінці квітня 1945 року здався американським військам, разом з іншими «власовськими» льотчиками був інтернований у французькому місті Шербурі, а у вересні 1945 року переданий радянській владі. 24 серпня 1946 року С. Т. Бичков був засуджений Військовим трибуналом Московського військового округу і засуджений за статтею 58.1-Б КК РРФСР до вищої міри покарання — розстрілу. На наступний день він подав до Військової колегії Верховного Суду СРСР прохання про помилування. Прохання було відхилено, і вирок щодо С. Т. Бичкова був приведений у виконання 4 листопада 1946 року.

## Нагороди
- 2 ордена Червоного Прапора (23 жовтня 1942 і 23 серпня 1943)
- Медаль «Золота зірка» Героя Радянського Союзу (2 вересня 1943)
- Орден Леніна (2 вересня 1943)

Указом Президії Верховної Ради СРСР від 21 березня 1947 року С. Т. Бичков був позбавлений всіх радянських нагород і звання Героя Радянського Союзу.
- Відзнака для східних народів 2-го класу в золоті з мечами